# Bhupinder Singh
Bhupinder Singh (en pendjabi : ਭੁਪਿੰਦਰ ਸਿੰਘ ; né le 12 octobre 1891 – 23 mars 1938) a été maharadjah de l'État princier de Patiala, de 1900 à sa mort.
Mesurant environ 2 mètres, il a entre 400 et 500 épouses. En août 1928, il passe commande à Louis Boucheron : séjournant à l'hôtel Ritz, il traverse la place Vendôme avec douze Sikhs portant six caisses de fer comptant de nombreuses pierres précieuses (rubis, perle, diamants et 1432 émeraudes de 7800 carats). Ce trésor estimé à deux milliards de francs conduit la maison de joaillerie à réaliser 148 joyaux, les plus importants étant destinés au prince et les plus modestes à ses épouses et à ses filles.